# Charles de Noyelle
Charles de Noyelle (28 de julho de 1615 – 12 de dezembro de 1686) foi um padre jesuíta belga, décimo segundo superior geral de 1682 a 1686.